# Iguanodectes spilurus
Iguanodectes spilurus är en fiskart som först beskrevs av Günther, 1864.  Iguanodectes spilurus ingår i släktet Iguanodectes och familjen Characidae. Inga underarter finns listade i Catalogue of Life.